# Taverne Zum Weissen Kreuz

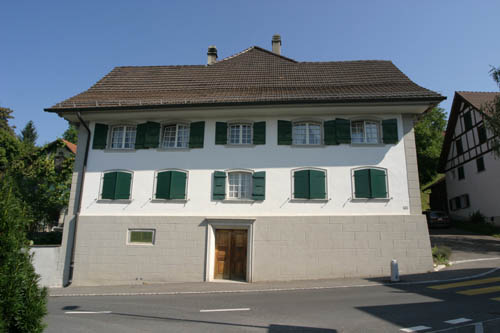
Weisses Kreuz in Hitzkirch

Das Weisse Kreuz ist ein Gebäude aus dem 18. Jahrhundert in Hitzkirch.

## Geschichte
Als die Taverne Zum Weissen Kreuz unterhalb der Kirche Hitzkirch in Privatbesitz überging, wurde das Tavernenrecht auf das Weisse Kreuz in der „Fendlen“ übertragen. Fortan gehörte sie der Deutschordenskommende und war gleichsam deren Eigengewächswirtschaft. Entsprechend gehörte zu ihr auch ein Stück Weinberg. 
Mit der Auflösung des Deutschen Ordens um zirka 1803 ging die Taverne in Privatbesitz über. 
1986 wurde das Weisse Kreuz einer umfassenden Renovierung unterzogen, weil erkannt wurde, dass es sich um ein baulich einmaliges und schützenswertes Objekt handelt. 1987 wurde es unter Schutz gestellt und ins kantonale Denkmalverzeichnis aufgenommen. 
Das Haus legt heute noch von seinem wertvollen und eindrücklichen Baustil Zeugnis ab.
Koordinaten: 47° 13′ 22,3″ N, 8° 16′ 4″ O; CH1903: 662800 / 230546